# Anna Sjaryhina
Anna Borysivna Sjaryhina (ukrainska: Анна Борисівна Шаригіна), född ungefär 1978, är en ukrainsk feminist och HBTQ-aktivist. Hon var en av grundarna av the Sphere Women's Association, en lesbisk-feministisk organisation i Charkiv, och av organisationskommittén för Kyiv Pride.